# Ràdio i Televisió d’Andorra

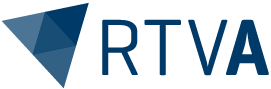
Aktuelles Logo (seit 2014)

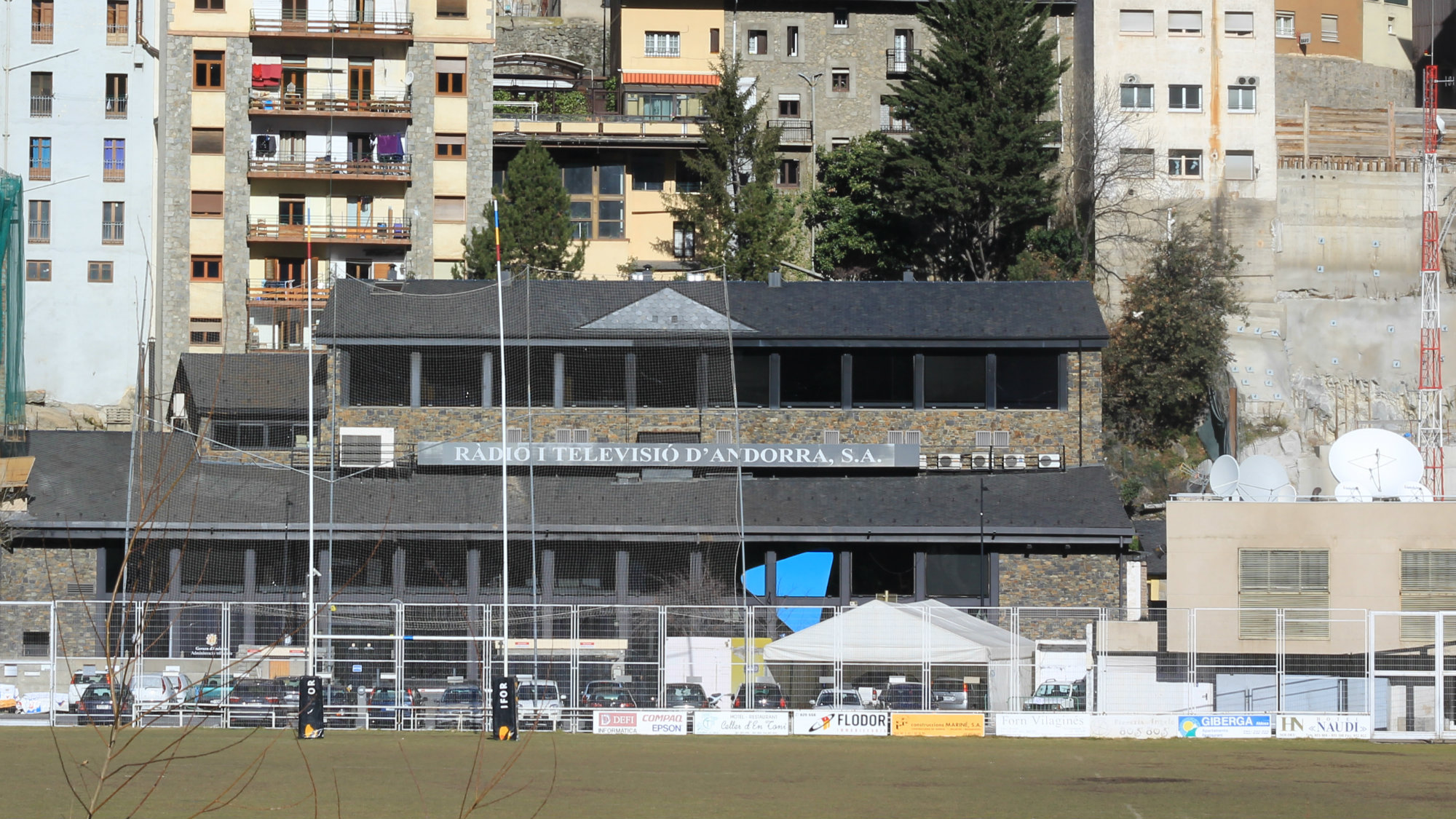
Sitz von RTVA in Andorra la Vella (2013)

Ràdio i Televisió d’Andorra (RTVA) ist die öffentlich-rechtliche Rundfunkanstalt Andorras. Sie ist Mitglied in der Europäischen Rundfunkunion (EBU). Im November 2011 hat Andorra wegen finanzieller Schwierigkeiten seine Mitgliedschaft gekündigt. 2012 wurde bekannt, dass die Mitgliedschaft wieder aufgenommen wird. Daher bleibt Andorra/RTVA in der European Broadcasting Union (kurz EBU).

## Programm
Andorra Televisió (ATV) bietet überwiegend Nachrichten, Filme, Ratgebersendungen und ausländische Serien und Telenovelas. Von 2004 bis 2009 nahm der Sender mit eigenen Beiträgen am Eurovision Song Contest teil.
Ràdio Nacional d’Andorra (RNA) bietet hauptsächlich Gesprächsendungen und Nachrichten. Diese werden am Morgen auch auf Französisch verlesen.
Die Rundfunkanstalt ist erst seit 2006 mit einer eigenen Internetseite auf Katalanisch vertreten. Der Fernseh- und der Hörfunksender können über einen Livestream weltweit empfangen werden.